# Џезин
Џезин (арап. جزين) је град Либану у гувернорату Јужни Либан. Према процени из 2005. у граду је живело 13.476 становника.